# Keith West
Keith West, pseudoniem van Keith Hopkins (Londen, 6 december 1943), is een Brits zanger. Hij is vooral bekend van zijn hit Excerpt from A Teenage Opera.

## Biografie
In 1964 werd hij lid van de r&b-groep Four Plus One, nadat hij een advertentie van de groep had gelezen waarin ze om een zanger vroegen. De groep bracht slechts één single uit. Het nummer Time is on my side werd ongeveer tegelijkertijd uitgebracht met de versie van The Rolling Stones, waardoor deze single onopgemerkt bleef. Na de single werd de naam veranderd in The In Crowd en de groep werd aangevuld met gitarist Steve Howe, die later de gitarist van Yes zou worden. In 1965, nadat drummer Twink (John Alder) de groep had aangevuld, werd de groepsnaam omgedoopt in Tomorrow. De stijl veranderde in psychedelische rock en was vergelijkbaar met de muziek van Soft Machine en Pink Floyd uit diezelfde tijd. De groep behaalde geen commercieel succes, maar hun nummer My white bicycle, gebaseerd op het wittefietsenplan van de Amsterdamse Provo-beweging, werd in 1975 wel een hit voor de Schotse groep Nazareth.
In 1967 werd Keith West door Mark Wirtz gevraagd om als zanger te fungeren bij zijn project A Teenage Opera, een conceptalbum dat destijds niet werd afgerond. Als eerste verscheen de single Excerpt from A Teenage Opera, ook bekend als Grocer Jack. Dit nummer werd een grote hit in Europa. In zijn eigen land en in Vlaanderen werd het nummer een nummer 2-hit en in de Nederlandse Top 40 en de Parool Top 20 bereikte het zelfs de eerste plaats. Daarna verscheen het nummer Sam, dat eveneens afkomstig was van A Teenage Opera en gezongen werd door West. Dit nummer sloeg echter niet aan. In Engeland bereikte Sam plaats 38 en in Nederland haalde het slechts de tipparade. Mede door het geringe succes van Sam trok platenmaatschappij EMI de stekker uit het project.
Keith Wests succes als solo-artiest belemmerde het werk met zijn groep Tomorrow, dat in 1967 bezig was met de opnames voor een album. Hoewel West liever met Tomorrow werkte dan aan het commerciëlere A Teenage Opera, leidde het dubbele werk van West in 1968 tot het einde van de groep. Nadien heeft West nog enkele solo-singles uitgebracht, maar die werden geen succes. In de jaren zeventig hield West zich voornamelijk bezig met producerswerk voor onbekende bands. Momenteel houdt hij zich bezig met het produceren van muziek voor radio- en televisiereclame. In 1996 verscheen alsnog het album A Teenage Opera, met opnames die in de loop der jaren gemaakt zijn en bestemd waren voor A Teenage Opera. In 2002 werd dit album heruitgebracht.

## Discografie

### Singles
| Single met eventuele hitnotering(en) in de Nederlandse Top 40 | Datum van verschijnen | Datum van binnenkomst | Hoogste positie | Aantal weken | Opmerkingen            |
| ------------------------------------------------------------- | --------------------- | --------------------- | --------------- | ------------ | ---------------------- |
| Excerpt from A Teenage Opera                                  |                       | 16-9-1967             | 1(2wk)          | 12           | #1 in de Parool Top 20 |
| Sam                                                           |                       | 16-12-1967            | tip15           |              |                        |

| Single met hitnotering(en) in de Vlaamse Ultratop 50 | Datum van verschijnen | Datum van binnenkomst | Hoogste positie | Aantal weken | Opmerkingen             |
| ---------------------------------------------------- | --------------------- | --------------------- | --------------- | ------------ | ----------------------- |
| Excerpt from 'A Teenage Opera'                       | 28-07-1967            | 7-10-1967             | 2               | 9            | Nr. 2 in de Humo Top 20 |

### NPO Radio 2 Top 2000
| Nummer met noteringen in de NPO Radio 2 Top 2000 | '99  | '00 | '01  | '02  | '03  | '04  | '05  |
| ------------------------------------------------ | ---- | --- | ---- | ---- | ---- | ---- | ---- |
| Excerpt from A Teenage Opera                     | 1329 | 954 | 1298 | 1364 | 1507 | 1487 | 1743 |

1. ↑  Een vetgedrukt getal geeft de hoogste notering aan.
2. ↑  Deze tabel is bijgewerkt tot en met de laatste editie (2024).

- Gemeinsame Normdatei: 134555031
- International Standard Name Identifier: 0000 0000 4902 125X
- Library of Congress Control Number: no2007006069
- MusicBrainz: af479685-ae0f-4266-9492-0fed0bdf4a42
- Nationale Bibliotheek van Polen: a0000002616736
- Virtual International Authority File: 39144992
- WorldCat: E39PBJgrYPbXk3yy8QXCBbMByd